# Santiago Samaniego
Santiago Samaniego (* 25. Januar 1974 in Panama-Stadt, Panama) ist ein ehemaliger panamaischer Boxer im Halbmittelgewicht. Am 14. September 2002 wurde Samaniego kampflos zum regulären WBA-Weltmeister ernannt. Er verlor den Gürtel bereits in seiner ersten Titelverteidigung an den bis dahin ungeschlagenen Mexikaner Alejandro García durch technischen K. o. in der dritten Runde.

## Sonstiges
Samaniego ist ein Cousin ersten Grades von Roberto Durán.